# Asianellus
Asianellus (лат.) — род аранеоморфных пауков из подсемейства Aelurillinae семейства пауков-скакунов (Salticidae). Пять описанных в роде вида распространены в Палеарктическом регионе, но большинство видов обитают Азии.

## Виды
- Asianellus festivus (C. L. Koch, 1834) — Палеарктика typus
- Asianellus kazakhstanicus Logunov & Heciak, 1996 — Казахстан, Россия
- Asianellus kuraicus Logunov & Marusik, 2000 — Россия
- Asianellus ontchalaan Logunov & Heciak, 1996 — Россия
- Asianellus potanini (Schenkel, 1963) — от Казахстана до Китая